# Битва під Дзюньківом

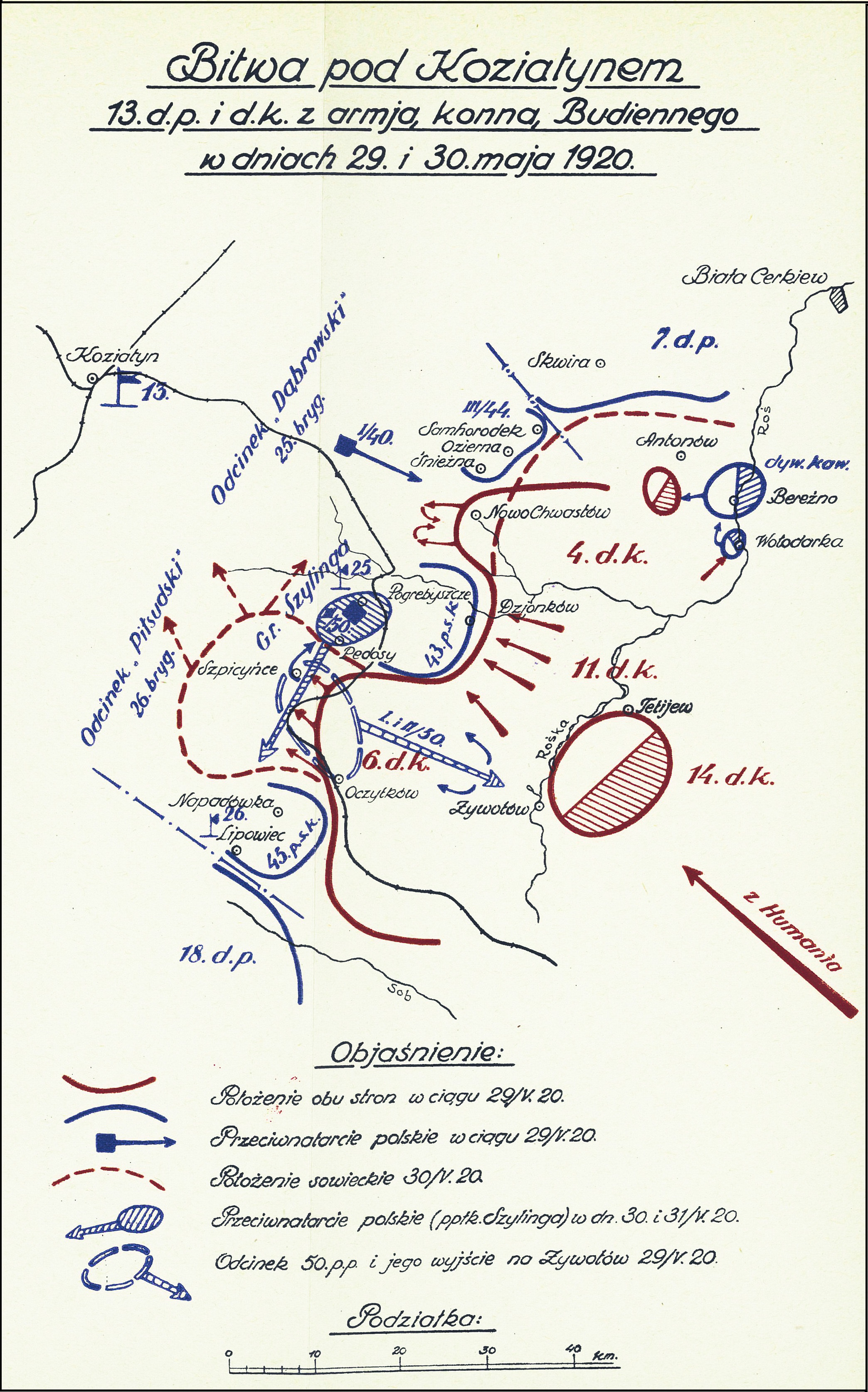
Ген. Тадеуш Кутшеба Київська експедиція 1920 р..

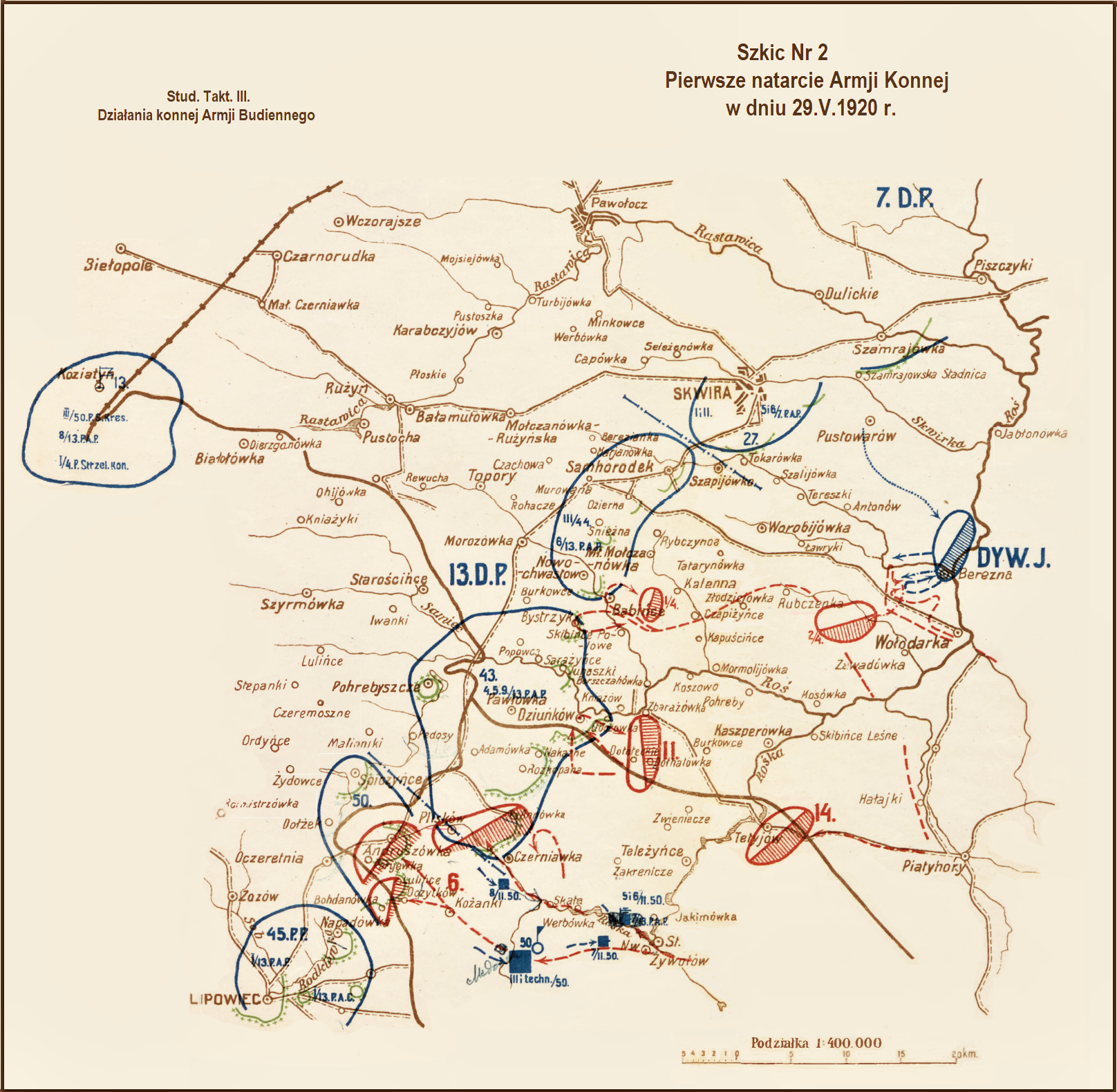
Мечислав Бернацький Дії кінної армії Будення в польсько-російській кампанії 1920 р.

Битва під Дзюньківом — бойові дії польського 43-го полку піхоти майор. Вацлав Пєкарський з частинами радянської 11-ї кавалерійської дивізії під час Київської операції під час польсько-радянської війни.

## Загальна ситуація
25 квітня розпочався польський наступ на Україну. Наступальна операція польських військ, проведена в два етапи, завершилася вражаючим успіхом. 7 травня практично без бою був захоплений Київ, і одразу після його захоплення командування 3-ї армії створило на східному березі Дніпра розгалужений передовий плацдарм. Окупація Києва та створення плацдарму завершили польський наступ на Україну.
Після завершення наступу більшість польських частин, що брали участь у ньому, організували оборону, зайнявши найважливіші комунікаційні вузли та окремі міста. Фронт стабілізувався на лінії від Прип'яті, вздовж Дніпра, через Білу Церкву, Сквиру, Липовець, Брацлав, Вапнярку до Яруги на Дністрі. 3-я армія займала ділянку від Прип'яті до Сквири, а фронт 6-ї армії проходив від Сквири до Дністра.
26 травня 1-ша кінна армія Семена Будьонного атакувала польські оборонні рубежі. 13-та піхотна дивізія 6-ї армії була атакована, коли її частини частково рухалися, намагаючись покращити позиції та зайняти більш зручні позиції на річках Рось та Роська.

## Бої біля Дзюньківа
Відповідно до плану оборони командира 13-ї піхотної дивізії, у третій декаді травня 43-й піхотний полк створив три осередки опору. «Дзюньків» був укомплектований 1-м батальйоном, посиленим 4-ю батареєю 13-го полку польової артилерії підполковника. Ковальського, «Розкопане» — 2-й батальйон з 5-ю батареєю і «Новочастів» — 3-й батальйон з 6-ю батареєю. Команда полку дислокувалась у Павловці. Осередки опору систематично розширювалися й обгороджувалися колючим дротом.

Захищаючи Дзюньків, 1-й батальйон 43-го полку піхоти кап. Зигмунт Пянтковський мав 400 вояків і мав 12 важких кулеметів. Місто було оточене двома лініями окопів, обтягнутих колючим дротом.У цей час 1-ша кінна армія, згрупована на лінії Тальне — Умань — Теплик, готувалася до наступу в напрямку Козятина. У ніч з 28 на 29 травня радянська кавалерія рушила в бік позицій 13-ї стрілецької дивізії  . Похідні частини козаків Будьонного зіткнулися під Ново-Животовим з частинами 50-го піхотного полку. Атака кавалерійських мас знищила І/50-й полк піхоти підполк. Леона Юхневича, а в нерівному бою під Медівкою було розбито ІІ/50-й полк піхоти.
Після розгрому батальйонів 50-го піхотного полку дві бригади радянської 11-ї кавалерійської дивізії атакували Дзюнькув. Один з них почав атаку пішим строєм, інший почав обходити Дзюнькув з півночі. Дії козаків підтримували три артилерійські батареї та броньовики. Тиралери пішої кінноти кілька разів підходили до польських окопів і були відбиті вогнем з рушниць і ручних гранат. Близько полудня ворог змусив батальйон відійти на другу лінію оборони, організовану поблизу Дзюнькова. У другій половині дня друга бригада 11-ї кавалерійської дивізії атакувала з півночі і увійшла в місто. Польська контратака під керівництвом кап. Зигмунта П'янтковського, сформована з вояків різних служб, змусила козаків відступити. Увечері совєти перегрупували свої сили і після настання темряви атакували праве крило батальйону. Точилися запеклі рукопашні бої. Дієву підтримку піхотинців надавали таборити, санітари, телефоністи та зв'язківці. Після цієї атаки радянські війська відійшли з Дзюнькова в район Збарежівки — Довголівки.

## Баланс боїв
Бої за Дзюньків на один день скували головні сили радянської 11-ї кавалерійської дивізії. На полі бою знайшли тіла кількох десятків козаків і майже 300 убитих коней. Поляки втратили близько 40 вбитими і пораненими.
Совіцький оперативний звіт, підписаний начальником штабу 11-ї кавалерійської дивізії, містить таку оцінку операцій:
«Війська всієї 11-ї кавалерійської дивізії були втягнуті в бій під Дзюньківим, який тривав всю ніч на 29 травня. Поляки трималися дуже вперто; коли кавалерія просувалася вперед, її зустрічали сильним рушничним вогнем і засипали ручними гранатами, яких у ворога було дуже багато. Дивізія кілька разів просувалася вперед, прориваючись через ворожі окопи. Кількість ворожих сил, що зайняли Дзюньків, обчислюється в 2000 багнетів регулярного війська, чудово озброєного гвинтівками, гранатами, при 13 гарматах і невеликій кількості кінноти. Дивізія зазнала великих втрат. Перепробувавши всі можливі способи і засоби, дивізія не могла розбити ворога. Втомлена попереднім днем, вона була відведена в тил».